# Leo Elders

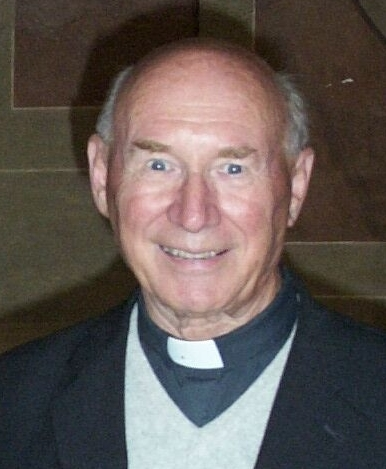
Leo J. Elders, SVD

Leo J. Elders SVD (* 7. August 1926 in Enkhuizen, Niederlande; † 14. Oktober 2019 in Teteringen) war ein niederländischer Theologe. Er galt weltweit als renommierter Thomist.

## Leben
Leo Elders studierte nach dem Ende des Zweiten Weltkrieges von 1945 bis 1952 Philosophie und Katholische Theologie bei den Steyler Missionaren im niederländischen Helvoirt und Teteringen sowie im deutschen Sankt Augustin. Ab 1952 studierte er Philosophie, Spanisch und Italienisch an der Universität Utrecht und absolvierte 1954 einen Abschluss in Philosophie. Am 28. Februar 1953 empfing er die Priesterweihe für die Steyler Missionare.
Von 1954 bis 1959 unterrichtete er Griechisch und Latein am Priesterseminar Mont-Saint-Jean-Baptiste in Granby, Québec, an der Harvard University in Cambridge, Massachusetts lehrte er Philosophie. 1959 wurde er nach einem Master-Degree in Philosophie an der Universität Montreal bei Vianney Décarie mit einer Arbeit über die Erste Philosophie von Aristoteles promoviert.
Ab 1959 lehrte er an der Nanzan-Universität im japanischen Nagoya, ab 1966 als Ordinarius für die Philosophie des Mittelalters. 1967 wurde er Mitglied der Berufungskommission und des Senates der Universität. 1969 wurde er zum Dekan der philosophischen Fakultät gewählt und zum Rektor des Priesterseminars in Nagoya ernannt.
1971 wurde er von Papst Paul VI. als Untersekretär in die Kongregation für die Glaubenslehre nach Rom berufen. 1972 wurde er Professor an der Päpstlichen Lateranuniversität und leitete die Studiengänge für Metaphysik und die Geschichte der Griechischen Philosophie; zudem lehrte er an der Päpstlichen Universität Heiliger Thomas von Aquin, Angelicum. 1973 wurde er Mitglied der Päpstlichen Bibelkommission.
Seit 1976 war er Professor am Priesterseminar Rolduc im niederländischen Kerkrade, seit 1981 an der Faculté libre de philosophie comparée in Paris, seit 1988 an der privaten Hochschule Gustav-Siewerth-Akademie, seit 1989 an der Universität Navarra, seit 1993 an dem Institut Notre-Dame de Vie und seit 1998 am Priesterseminar Willibrordhuis in Vogelenzang; Gastprofessuren hatte er an der Philosophisch-Theologischen Hochschule des SVD in St. Augustin inne (1977–1978) sowie am Center for Thomistic Studies der University of Texas in Houston (1981–1987).
Er hat zahlreiche Arbeiten über Thomas von Aquin veröffentlicht und war unter anderem Herausgeber der Quaestiones thomisticae.

## Auszeichnungen und Ehrungen
- Aufnahme in die Päpstliche Akademie des hl. Thomas von Aquin (1979)
- Lifetime Achievement Award 2006 der American Maritain Association

## Schriften
- Leo Elders: Die Metaphysik des Thomas von Aquin in historischer Perspektive, Teil 2 "Die philosophische Theologie", Anton Pustet  1987, ISBN 3-7025-0251-3
- Leo Elders: Die Metaphysik des Thomas von Aquin in historischer Perspektive, Teil 1 "Das ens commune", 1989, ISBN 3-7025-0225-4
- Leo Elders (Autor), Matthias Caspers (Übersetzer): Die Naturphilosophie des Thomas von Aquin: Allgemeine Naturphilosophie – Kosmologie – Philosophie der Lebewesen – Philosophische Anthropologie, Gustav-Siewerth-Akademie 2005, ISBN 3-928273-17-5
- Leo Elders (Autor), David Berger (Herausgeber), Jörgen Vijgen (Herausgeber): Gespräche mit Thomas von Aquin, Respublica 2005, ISBN 3-87710-283-2
- Leo Elders (Autor), Detlev Rohling (Übersetzer): Die Ethik des Thomas von Aquin, Gustav-Siewerth-Akademie 2009, ISBN 3-928273-18-3